# داء الأورام الوعائية الوليدية المنتشرة
داء الأورام الوعائية الوليدية المنتشرة هو اضطراب قد يكون مميتًا، يؤدي إلى نشوء أورام وعائية حميدة (غير سرطانية) متعددة في الجلد والأعضاء الأخرى. معدل الوفيات لدى المصابين من حديثي الولادة هو 50-90%. يظهر هذا المرض عادة لدى الرضيعات القوقازيات. العضو الباطني الأكثر تعرضًا للآفات والأذيات هو الكبد، ويمكن أن تسبب آفاته توجيه الدم بعيدًا عن القلب مع حدوث تحويل شرياني وريدي. يمكن أن يؤدي ذلك إلى ارتفاع النتاج القلبي، ما يسبب مزيدًا من المضاعفات مثل قصور القلب الاحتقاني. تعرف هذه الحالة التي تؤثر على الكبد باسم الورم الوعائي الكبدي عند الأطفال. يمكن أن تشمل المواقع الأخرى لإصابة الأعضاء الداخلية الأمعاء والجهاز العصبي والرئتين وأحيانًا الجهاز الهيكلي. يسمح الاكتشاف المبكر والعلاج بالستيروئيدات ببقاء معظم الأطفال حديثي الولادة المصابين بهذا المرض بصحة جيدة، مع ظهور مشكلات خطيرة لدى بعض من الأفراد خلال مرحلة نمو الورم الوعائي.

## التشخيص
يكون احتمال إصابة الأعضاء الداخلية أعلى لدى الأطفال حديثي الولادة المصابين بأورام وعائية جلدية متعددة أو أورام وعائية كبيرة في الوجه. يجب مراقبة هؤلاء الرضع بعناية وإجراء فحوصات البطن لاستبعاد أذية الأعضاء الداخلية، وتصوير الدماغ بالموجات فوق الصوتية والدوبلر إذا لزم الأمر. تشمل مضاعفات إصابة الكبد فشل القلب عالي النتاج، الذي يؤدي إلى علامات وأعراض مثل تسرع التنفس وتضخم الكبد واليرقان والتعرق واتساع فتحتي الأنف.

### التشخيص التفريقي
في الماضي، شمل التشخيص «الأورام الوعائية المنتشرة لدى حديثي الولادة» كلا من الورم الكبدي الوعائي عند الأطفال والورم الوعائي البطاني اللمفاوي متعدد البؤر مع قلة الصفيحات. مع التقدم في الطب وتطور تقنيات كشف التشوهات الوعائية، يمكن الآن التمييز بين الورم الوعائي الكبدي عند الأطفال، وهو ورم حميد، والورم الوعائي البطاني اللمفاوي متعدد البؤر مع قلة الصفيحات الذي يترافق مع معدل وفيات مرتفع. بسبب الخلط في التشخيص، يُعتقد أن معدل الوفيات لدى المصابين بداء الأورام الوعائية الوليدية المنتشرة أقل من النسبة المحددة حاليًا 50-90%.
في مراجعة للأدبيات شملت 73 حالة من داء الأورام الوعائية الوليدية المنتشرة المبلغ عنها، صنفت الكثير من هذه التقارير الحالات على أنها تشوهات وعائية متعددة البؤر أخرى مثل الورم الوعائي البطاني اللمفاوي متعدد البؤر مع قلة الصفيحات. التشخيص الدقيق ضروري لاختيار العلاج الملائم للفرد.

## الآلية
الأورام الوعائية الجلدية أورام غير سرطانية توجد عادة في مرحلة الطفولة، وتؤثر على نحو 4-10% من الأطفال حديثي الولادة. تظل نحو 80% من هذه الأورام الوعائية وحيدة. عندما تظهر آفات متعددة (أورام وعائية) في الجلد والأعضاء الأخرى لدى حديثي الولادة، تسمى الحالة داء الأورام الوعائية الوليدية المنتشرة. تترافق الأورام الوعائية الجلدية المتعددة أو الأورام الوعائية الوجهية الكبيرة باحتمال أكبر لإصابة أعضاء متعددة، أو وجود ورم وعائي داخلي. الكبد هو العضو الأكثر تعرضًا للإصابة بالأورام الوعائية، ويمكن كشف إصابة الكبد من خلال التصوير الطبي وكشف تضخم الكبد بالفحص. تسبب الآفات المتعددة في الكبد تحويلات شريانية وريدية، ما يؤدي إلى فشل القلب عالي النتاج وارتفاع ضغط الدم الرئوي المعاوِض.

### التصنيفات
توجد ثلاث تصنيفات للأورام الوعائية الكبدية: الأورام البؤرية ومتعددة البؤر والمنتشرة. تساعد التصنيفات في اختيار العلاج الأفضل.
الأورام الوعائية الكبدية البؤرية أورام كبيرة موجودة منذ الولادة ولا تترافق مع آفات جلدية. وتظل هذه الأورام منفردة ولا تعبر عن قناة نقل الغلوكوز من النمط 1، التي يُعبر عنها في الأورام الوعائية الجلدية. يمكن أن تتراجع الأورام الوعائية البؤرية دون علاج.
يعبّر الورم الوعائي الكبدي متعدد البؤر عن قناة نقل الغلوكوز من النمط 1 وتكون الآفات متعددة، وغالبًا دون أعراض أو مضاعفات. ستؤدي نسبة من هذه الأورام إلى حدوث فشل القلب عالي الإنتاج.
يصنف داء الأورام الوعائية الكبدية المنتشرة على أنه استبدال للأنسجة الوظيفية للكبد بالأورام الوعائية. سيعاني الأطفال حديثو الولادة المصابون من علامات وأعراض تضخم الكبد، بالإضافة إلى المضاعفات التنفسية. ارتبطت هذه الحالات أيضًا بقصور الغدة الدرقية، الذي يمكن أن يسهم في حدوث قصور القلب عند الأطفال حديثي الولادة. يحمل الورم الوعائي الكبدي المنتشر إنذارًا سيئًا وخطرًا كبيرًا للوفاة.

## الوبائيات
سبب الأورام الوعائية الكبدية عند الأطفال ليس واضحًا تمامًا ولا تظهر على الرضع علامات الإصابة بعد الولادة. تترافق الكثير من عوامل الخطر مع تطور الأورام الوعائية الكبدية عند الأطفال، وعامل الخطر الأكثر أهمية هو انخفاض الوزن عند الولادة. أظهرت إحدى الدراسات أن كل انخفاض بمقدار 500 غرام في وزن الولادة، يترافق مع ازدياد خطر الإصابة بنسبة 40%. تشمل عوامل الخطر الأخرى الجنس، إذ تزيد الإصابة لدى الإناث، والحمل المتعدد، والنزيف المهبلي قبل الولادة، وعمر الأم المتقدم. ظُن في السابق أن حالات الأورام الوعائية الكبدية عند الأطفال متفرقة، لكن الأبحاث المستمرة بينت دور الاستعداد الوراثي في الإصابة.

## الأورام الوعائية الكبدية
الأورام الوعائية الكبدية هي الموقع الأكثر تعرضًا للأذية في الأعضاء الداخلية. قد يكون من الصعب كشف الأورام الوعائية الكبدية، إذ يمكن تشخيصها خطًا على أنها ورم خبيث مفرط التوعية. يمكن أن توجد مثل هذه الأورام الخبيثة في آن واحد مع أورام الكبد الأخرى مثل الكيسات الكبدية والساركوما الوعائية الكبدية والتضخم العقدي البؤري وعدد كبير من الآفات الأخرى. عادة ما تكون الأورام الوعائية الكبدية صغيرة وتُكتشف عن طريق الصدفة عند فحص الكبد بالموجات فوق الصوتية أو التصوير بالرنين المغناطيسي أو غيرها من الفحوصات الطبية. تظهر الأورام الوعائية الكبدية على الفص الأيمن من الكبد عادةً.
يعاني الرضع الذين لديهم آفات متعددة على الجلد في معظم الحالات من أورام وعائية كبدية. تابعت دراسة رجعية 26 رضيعًا بين عامي 1996 و2007 لتقييم تدبير الأورام الوعائية الكبدية وما إذا كان الرضع يحتاجون إلى طرق معالجة أكثر تعقيدًا. صُنف الرضع المصابون في ثلاث فئات: مصابون بآفات بؤرية (8) أو متعددة (12) أو منتشرة (6). جرى تقييم الرضع الذين عانوا من إصابات متعددة أو منتشرة وفحصهم لتحري قصور القلب الاحتقاني وقصور الغدة الدرقية، وأصيب أربعة أطفال لاحقًا بفشل القلب الاحتقاني. خلال الدراسة، احتاج تسعة أطفال إلى العلاج بالستيروئيدات، وتلقى ثلاثة رضع علاجًا إضافيًا بألفا إنترفيرون بعد فشل العلاج بالستيروئيدات. وخلصت المراجعة إلى أن الأفراد الذين لديهم آفات متعددة على الجلد يحتاجون إلى استقصاء الأورام الوعائية الكبدية، وأن الأفراد المصابين بأورام وعائية كبدية متعددة البؤر أو منتشرة يحتاجون إلى تحري وجود فشل القلب وقصور الغدة الدرقية لتحديد طريقة العلاج الأكثر فعالية.
تابعت دراسة رجعية أخرى 25 رضيعًا على مدى عشر سنوات لديهم حالات خطيرة من الأورام الوعائية، والتي يمكن أن تكون مهددة للحياة. وُجد لدى 68% من الرضع إصابة وعائية تشير إلى ورم وعائي. أُعطي 23 من أصل 25 رضيعًا العلاج بالستيروئيدات وتباينت النتائج بين الفشل التام والتحسن السريع. 30% من الرضع الذين تلقوا العلاج بالستيروئيدات لم يستجيبوا للعلاج وأبدى 30% تحسنًا كبيرًا. من بين 25 رضيعًا، شُخصت الإصابة بأورام وعائية كبدية لدى ثلاثة أطفال وارتبطت الإصابة بفشل القلب وارتفاع معدل الوفيات. وفي النهاية، توفي الرضع الثلاثة.